# Just Juel
Just (Jost) Juel (14. oktober 1664 i Viborg – 8. august 1715 ved Jasmund) var en dansk søofficer, sønnesøn af Jens Juel (1594-1636).
Juel studerede først i Kiel for at kunne indtræde i Tyske Kancelli, men da hans håb om ansættelse i dette glippede, rejste han udenlands, besøgte Nederlandene og blev efter en del eventyr ansat på den hollandske orlogsflåde som adelborst (kadet) 1684—88.
Ved sin hjemkomst fik han gennem sin slægtning, admiral Niels Juel, ansættelse som løjtnant i Søetaten og tjente sig efterhånden op til viceadmiral.
Han var deltager i admiral v. Støckens troppetransport til Skotland, hvor han døjede meget ondt; senere (1694) som chef for linjeskibet »Lindormen« bestod han en kamp med en engelsk orlogsmand, der uberettiget ville visitere hans konvoj.
Under felttoget 1700 var han i Ulrik Christian Gyldenløves flåde flagkaptajn hos generaladmiralen og spillede en væsentlig rolle ved forsvaret af hovedstaden under dennes bombardement af den eng.-holl.-sv. flåde.
1709—12 var J. dansk gesandt hos zar Peter den Store, hvis velvilje han ved sin værdige og frimodige optræden hurtig vandt.
Over sine indtryk fra opholdet ved det russiske kejserhof førte han en livlig skrevet dagbog, der er udgivet af G.L. Grove under titlen »En Rejse 
til Rusland under Tsar Peter« (1893).
Ved sin tilbagekomst udnævntes han til viceadmiral og blev snart efter ansat ved hovedflåden; med denne, der 1715 kommanderedes af 
admiral P. Raben, deltog han 8. august som fører af avantgarden i det blodige søslag ved Jasmund, hvor han blev angrebet af overløberen D. Wilster, som var gået i svensk orlogstjeneste.
Juel blev truffet af en kanonkugle og døde straks efter.
Han er begravet i Roskilde Domkirke i Danmark.